# Kulturerbe Niedersachsen
Kulturerbe Niedersachsen ist ein Museumsportal, das als zentrales niedersächsisches Landesportal für Kulturgüter dient.

## Beschreibung
Das Museumsportal stellt im Internet Digitalisate und Beschreibungen wissenschaftlicher Sammlungsobjekte sowie herausragender Kulturgüter aus dem Besitz niedersächsischer Bibliotheken, Archive, Museen und anderer Kultureinrichtungen sowohl für wissenschaftliche Zwecke als auch einer breiten Öffentlichkeit in Form von Bild-, Text-, Ton- und Video-Dateien zur Verfügung.
Die präsentierten Objekte decken einen Zeitrahmen ab, der von der Ur- und Frühgeschichte bis hinein in die Gegenwart reicht. Die Exponate sind überregional außerdem über die Deutsche Digitale Bibliothek sowie über das europäische Kulturportal Europeana verfügbar.
Das Portal ist im Rahmen eines vom Land Niedersachsen und dem Europäischen Fonds für regionale Entwicklung geförderten Projektes zwischen 2010 und 2012 aufgebaut worden. Eine wesentliche Grundlage war das Kulturportal OPAL. Es wird koordiniert von der Niedersächsischen Staats- und Universitätsbibliothek Göttingen.

## Beteiligte Kultureinrichtungen (Auswahl)
Folgende Kultureinrichtungen sind am Kulturerbe Niedersachsen beteiligt:

### Bibliotheken
- Universitätsbibliothek Braunschweig
- Johannes a Lasco Bibliothek, Emden
- Technische Informationsbibliothek Hannover
- Niedersächsische Staats- und Universitätsbibliothek Göttingen
- Georg-Eckert-Institut für internationale Schulbuchforschung, Braunschweig
- Gottfried Wilhelm Leibniz Bibliothek – Niedersächsische Landesbibliothek, Hannover
- Landesbibliothek Oldenburg
- Universitätsbibliothek Oldenburg
- Herzog August Bibliothek, Wolfenbüttel

### Archive
- Industriedenkmal Königshütte, Bad Lauterberg im Harz
- Stadtarchiv Duderstadt
- Stadtarchiv Göttingen
- Niedersächsisches Landesarchiv, Hannover
- Künstlerdatenbank und Nachlassarchiv Niedersachsen

### Museen
- Herzog Anton Ulrich-Museum, Braunschweig
- Städtisches Museum, Braunschweig
- Museumsdorf Cloppenburg – Niedersächsisches Freilichtmuseum
- Europäisches Brotmuseum, Ebergötzen
- Stadtmuseum Einbeck
- KERAMIK.UM Ausstellungs- und Aktionshaus Fredelsloh
- Museum Schloss Fürstenberg
- Portal zur Geschichte, Bad Gandersheim
- Städtisches Museum Göttingen
- Niedersächsisches Landesmuseum Hannover
- Museum Schloss Herzberg
- Schlossmuseum Jever
- Heimatmuseum Northeim
- Heimatmuseum Obernfeld
- Oberharzer Bergwerksmuseum, Clausthal-Zellerfeld
- Landesmuseum für Kunst und Kulturgeschichte Oldenburg
- Museum Uslar

### Sammlungen
- Schützengesellschaft der Stadt Duderstadt seit 1302
- Historische Landesforschung der Universität Göttingen
- Kulturarchiv Dokumentations- und Forschungsstelle Medien
- Kreisarchäologie Rotenburg (Wümme)